# 불가능한 사랑
《불가능한 사랑》(프랑스어: Un amour impossible) 혹은 《임파서블 러브》는 2018년 개봉한 프랑스의 극영화로, 카트린 코르시니 감독이 연출했다. 크리스틴 앙고가 쓴 동명 소설을 원작으로 한다. 남자와의 짧은 연애 후 딸아이를 홀로 키우는 여인의 이야기를 다루었다.

## 줄거리
1950년대 후반 프랑스, 평범한 직장인 여성 라헬은 부유한 집안 출신의 매력적인 젊은 남성 필립과 열정적인 사랑에 빠진다. 짧은 연애 후 딸 샹탈이 태어나지만, 필립은 자신의 계급과 종교를 이유로 결혼을 거부하고 라헬은 혼자 딸을 키우게 된다. 샹탈은 라헬에게 큰 행복이지만, 필립과의 복잡한 관계는 지속된다.
필립이 부유한 독일 여성과 결혼하여 아이를 갖게 되었다는 소식에 라헬은 절망하지만, 필립은 계속해서 라헬과의 성관계를 원하고 라헬은 그의 냉소적이고 부도덕한 행동을 묵인한다. 샹탈이 14살이 되었을 때 세 사람은 스트라스부르에서 다시 만나고, 라헬은 필립에게 샹탈을 법적으로 인정해줄 것을 요구한다. 필립은 처음에는 동의했다가 번복하지만 결국 샹탈의 성을 '아놀드'로 바꿔준다. 라헬과 샹탈은 랭스로 이사하여 새로운 삶을 시작한다.
필립은 샹탈에게 경제적 지원을 제안하고 딸의 삶에 적극적으로 참여하려 하지만, 여전히 라헬과의 관계를 유지하는 모습에 샹탈은 혼란스러워한다. 샹탈은 16살 때 어머니 라헬이 호감을 가졌던 연상의 남성 프랑크와 사귀게 되는데, 프랑크는 라헬에게 필립이 샹탈을 오랫동안 성적으로 학대해 왔다는 사실을 알린다. 하지만 라헬은 딸에게 직접 이 사실을 확인하는 것을 피한다. 샹탈은 아버지와 관계를 단절하지만, 곧 다시 관계를 회복한다.
세월이 흘러 라헬은 중년이 되어 알랭과 결혼하지만 알랭은 치매를 앓게 되고, 비슷한 시기에 필립은 알츠하이머병으로 사망한다. 33세가 된 샹탈은 파리에 살며 불안정한 관계를 유지하고 딸을 키우고 있다. 그녀는 어머니 라헬에게 부당하게 화를 내며 쫓아내지만, 5년 후 파리에서 다시 만난다. 모녀는 마침내 화해하고 수십 년 동안 겪었던 성적 학대, 수치심, 필립의 끔찍한 통제 행동에 대해 이야기하며 서로를 이해하게 된다.

## 출연진
- 비르지니 에피라 - 라셸 스테네르 역
- 닐스 슈네데르 - 필리프 아르놀 역
- 제니 베스 - 샹탈 역
  - 에스텔 레스퀴르 - 사춘기 시절의 샹탈 역